# Liste der Zahlenarten
Zahlen können nach ihrer Darstellung oder nach den Eigenschaften, die sie haben, klassifiziert werden.

## Hauptarten
- Natürliche Zahlen ({\displaystyle \mathbb {N} }): Zahlen, die gezählt werden {1, 2, 3 …} bezeichnet man klassischer Weise als natürliche Zahlen; andere Definitionen schließen die Null bei den natürlichen Zahlen ein, so dass die nicht-negativen ganzen Zahlen {0, 1, 2, 3 …} auch als natürliche Zahlen bezeichnet werden. Die natürlichen Zahlen mit der 0 werden auch als volle Zahlen bezeichnet.[1]
- Ganze Zahlen ({\displaystyle \mathbb {Z} }): Positive und negative Zahlen, die gezählt werden, wie auch Null: {…, −3, −2, −1, 0, 1, 2, 3 …}.
- Rationale Zahlen ({\displaystyle \mathbb {Q} }): Zahlen, die als Quotient zweier ganzen Zahlen, ohne die Null, dargestellt werden können.[2] Alle ganzen Zahlen sind rationale Zahlen, aber es gibt rationale Zahlen, die keine ganzen Zahlen sind, z. B. −2/9.
- Reelle Zahlen ({\displaystyle \mathbb {R} }): Zahlen, die Punkten entlang einer Linie entsprechen. Reelle Zahlen können positiv, negativ aber auch Null sein. Alle rationalen Zahlen sind reelle Zahlen, aber nicht alle reellen Zahlen sind rationale Zahlen
- Irrationale Zahlen: Reelle Zahlen, die keine rationalen Zahlen sind.
- Imaginäre Zahlen: Zahlen, die gleich dem Produkt einer reellen Zahl mit der Quadratwurzel aus −1 sind. Die Zahl 0 ist sowohl eine reelle Zahl, als auch eine reinimaginäre Zahl.
- Komplexe Zahlen ({\displaystyle \mathbb {C} }): Beinhalten reelle Zahlen, imaginäre Zahlen, wie auch die Summen und Differenzen von reellen und imaginären Zahlen.
- Hyperkomplexe Zahlen: Beinhalten verschiedenste Zahlensystem-Erweiterungen: Quaternionen ({\displaystyle \mathbb {H} }), Oktonion ({\displaystyle \mathbb {O} }) und andere weniger bekannte Varianten.
- P-adische Zahlen: Verschiedene Zahlensysteme konstruiert aus Grenzwerten von rationalen Zahlen, welche gemäß der Notation des „Grenzwerts“ verschieden zu denen sind zu denen, die zur Konstruktion der reellen Zahlen dienen.

## Zahlendarstellungen
- Dezimal: Das standardisierte Hindu-Arabische-Zahlensystem, welches die Basis 10 nutzt.
- Binär: Das Binär (Basis Zwei)-Zahlensystem wird z. B. von Computern genutzt und beinhaltet die Ziffern 0 und 1.
- Ternär: Das Ternär (Basis Drei)-Zahlensystem beinhaltet die Ziffern 0, 1, und 2.
- Quaternär: Das Basis 4-Zahlensystem enthält die Ziffern 0, 1, 2 und 3.
- Hexadezimal: Hexadezimal (Basis 16)-Zahlensystem, weit verbreitet bei Designern und Programmierern von Computersystemen, da es eine menschenfreundlichere Darstellung von binär codierten Werten bietet.
- Oktal: Oktal (Basis 8)-Zahlensystem, gelegentlich von Computersystemdesignern und Programmierern verwendet.
- Duodezimal: Duodezimal (Basis 12)-Zahlensystem, ein Zahlensystem, das aufgrund der vielen Teiler von 12 praktisch ist.
- Sexagesimal: Sexagesimal (Basis 60)-Zahlensystem, erstmals von den alten Sumerern im 3. Jahrtausend v. Chr. verwendet, wurde an die alten Babylonier weitergegeben.
- Siehe Stellenwertsystem für mehr Informationen über Zahlensysteme anderer Basen.
- Römische Zahlenschrift: Das Zahlensystem der antiken Römer, heute noch gelegentlich verwendet, meist in Situationen, in denen keine Rechenoperationen erforderlich sind.
- Arabische Zahlschrift Die arabischen Ziffern, auch indische oder indisch-arabische Ziffern genannt, sind die elementaren Zeichen einer Zahlschrift, in der Zahlen auf der Grundlage eines Dezimalsystems dargestellt werden.
- Strichliste: Wird normalerweise zum Zählen von Dingen verwendet, die um kleine Beträge zunehmen und sich nicht sehr schnell ändern.
- Brüche: Eine Repräsentation von nicht-ganzen Zahlen als Bruch zweier ganzer Zahlen ohne die Null. Das schließt auch unechte Brüche wie auch gemischte Zahlen ein.
- Kettenbrüche: Ein Ausdruck, der durch einen iterativen Prozess erhalten wird, bei dem eine Zahl als Summe ihres ganzzahligen Teils und des Kehrwerts einer anderen Zahl dargestellt wird, wobei diese andere Zahl dann als Summe ihres ganzzahligen Teils und eines anderen Kehrwerts geschrieben wird, und so weiter.
- Wissenschaftliche Notation: Eine Methode zum Schreiben sehr kleiner und sehr großer Zahlen mit Zehnerpotenzen. In der Wissenschaft verwendet, vermittelt eine solche Zahl auch die Genauigkeit der Messung anhand signifikanter Stellen.
- Pfeilschreibweise: Notationen, die die prägnante Darstellung einiger extrem großer Ganzzahlen wie Grahams Zahl ermöglichen.

## Vorzeichenbelastete Zahlen
- Positive Zahlen: Reelle Zahlen, die größer als Null sind.
- Negative Zahlen: Reelle Zahlen, die kleiner als Null sind. Da Null selbst kein Vorzeichen hat, enthalten weder die positiven Zahlen noch die negativen Zahlen Null. Wenn Null eine Möglichkeit ist, werden häufig die folgenden Begriffe verwendet:
- Nichtnegative Zahlen: Reelle Zahlen, die größer als oder gleich Null sind. Somit ist eine nicht-negative Zahl entweder Null oder positiv.
- Nicht-positive Zahlen: Reelle Zahlen  die kleiner als oder gleich Null sind. Somit ist eine nicht-positive Zahl entweder Null oder negativ.

- Gerade und ungerade Zahlen: Eine ganze Zahl, die ein Vielfaches von 2 ist, ist eine gerade Zahl und eine ganze Zahl, die kein Vielfaches von 2 ist, ist eine ungerade Zahl.
- Primzahlen: Eine positive ganze Zahl größer als 1, die nur genau zwei Teiler hat: sich selbst und 1. Die Primzahlen bilden eine unendliche Folge 2, 3, 5, 7, 11, 13, 17, 19, 23, 29, 31 …
- Zusammengesetzte Zahlen: Eine positive ganze Zahl, die keine Primzahl ist.
- Polygonale Zahlen: Dies sind Zahlen, die als Punkte dargestellt werden können, die in Form eines regelmäßigen Polygons angeordnet sind, einschließlich dreieckiger Zahlen, quadratischer Zahlen, fünfeckiger Zahlen, sechseckiger Zahlen, siebeneckiger Zahlen, achteckiger Zahlen, neuneckiger Zahlen, zehneckiger Zahlen, Hendekagonaler Zahlen und zwölfeckiger Zahlen Zahlen.
- Es gibt viele andere berühmte ganzzahlige Folgen, wie die Folge von den Fibonacci-Zahlen, die Folge von Fakultäten, die Folge von vollkommenen Zahlen und so weiter, von denen viele in der On-Line Encyclopedia of Integer Sequences aufgezählt werden.

## Algebraische Zahlen
- Algebraische Zahlen: Zahl, die Nullstelle eines Polynoms in einer Variable mit rationalen Koeffizienten vom Grad größer Null ist.
- Transzendente Zahlen: Zahl, die nicht Nullstelle eines vom Nullpolynom verschiedenen Polynoms mit ganzzahligen Koeffizienten ist, z. B. e und π.
- Trigonometrische Zahl: Zahlen die im Sinus oder Kosinus ein rationales Vielfaches von π ist.
- Quadratisch irrationale Zahlen: Die Lösung einer quadratischen Gleichung mit rationalen Koeffizienten. Eine solche Zahl ist algebraisch und kann als Summe einer rationalen Zahl und der Quadratwurzel einer rationalen Zahl ausgedrückt werden.
- Konstruierbare Zahlen: Eine Zahl, die eine Länge darstellt, die mit Zirkel und Lineal konstruiert werden kann. Konstruierbare Zahlen bilden ein Unterfeld des Feldes der algebraischen Zahlen und umfassen die quadratischen Surds.
- Algebraisch-ganze Zahlen: Die Wurzel eines Monoms mit ganzzahligen Koeffizienten.

## Besondere Zahlen
- Transfinite Zahlen: Zahlen, deren Betrag größer ist als der Betrag jeder endlichen Zahl.
- Ordinalzahlen: Endliche und unendliche Zahlen, die verwendet werden, um Ordnungsarten von wohl-geordneten Mengen zu beschreiben.
- Kardinalzahlen: Endliche und unendliche Zahlen, die genutzt werden, um die Mächtigkeit einer Menge zu beziffern.
- Infinitesimalzahlen: Zahlen deren Betrag kleiner ist als der jeder reellen Zahl, die dennoch nicht Null sind. Diese wurden bei der anfänglichen Entwicklung der Analysis verwendet und werden in der synthetischen Differentialgeometrie verwendet.
- Hyperreelle Zahlen: Zahlen aus der Nichtstandardanalysis. Diese beinhalten unendliche Zahlen und Infinitesimalzahlen, die bestimmte Eigenschaften der reellen Zahlen besitzen.
- Surreale Zahlen: Ein Zahlensystem, das die hyperreellen Zahlen als auch die Ordinalzahlen beinhaltet.

## Berechenbarkeit und Definierbarkeit
- Berechenbare Zahl: Eine reelle Zahl, deren Ziffern von einem Algorithmus berechnet werden können.
- Periodische Zahlen: Eine Zahl, die als Integral einer algebraische Funktion über einem algebraischen Bereich berechnet werden kann.
- Definierbare Zahlen: Eine reelle Zahl, die mit einer Formel erster Ordnung mit einer freien Variablen in der Sprache der Mengenlehre eindeutig definiert werden kann.